# Conus striatellus
Conus striatellus е вид охлюв от семейство Conidae. Видът не е застрашен от изчезване.

## Разпространение и местообитание
Разпространен е в Американска Самоа, Бангладеш, Бахрейн, Британска индоокеанска територия, Бруней, Вануату, Виетнам, Джибути, Египет (Синайски полуостров), Еритрея, Йемен, Източен Тимор, Индия, Индонезия, Иран, Камбоджа, Катар, Кения, Китай (Гуандун, Гуанси, Джъдзян, Дзянсу, Фудзиен и Хайнан), Кувейт, Мавриций, Мадагаскар, Майот, Малайзия (Западна Малайзия, Сабах и Саравак), Малдиви, Маршалови острови, Мианмар, Микронезия, Мозамбик, Науру, Нова Каледония, Обединени арабски емирства, Оман, Остров Рождество, Пакистан, Палау, Папуа Нова Гвинея, Провинции в КНР, Реюнион, Самоа, Саудитска Арабия, САЩ (Хавайски острови), Сейшели, Сингапур, Соломонови острови, Сомалия, Судан, Тайван, Тайланд, Танзания, Тонга, Тувалу, Уганда, Уолис и Футуна, Фиджи, Филипини, Шри Ланка, Южна Африка (Квазулу-Натал) и Япония.
Обитава пясъчните дъна на морета. Среща се на дълбочина от 41 до 52 m.